# Norman Kagan
Norman Kagan est un écrivain américain de science-fiction, né en 1943.

## Biographie
Dans la notice biographique en fin de l'anthologie Histoires de rebelles, il est indiqué que Norman Kagan, « auteur peu connu, après avoir achevé des études de mathématiques, écrivit entre 1964 et 1966 quelques nouvelles dans lesquelles il exploitait avec humour et de façon originale ses connaissances scientifiques. »
En 1966, trois de ses nouvelles ont été proposées au prix Nebula de la meilleure nouvelle courte, sans recevoir le prix.
En 1967, dans Fiction, au moment de la traduction de sa nouvelle « Occupez vous de la Terre », nouvelle qui critique la course à la Lune et l'exploration de l'espace, il est écrit à son propos qu'il fait partie d'une jeune génération d'auteurs de SF américain qui font de la "protest story".

## Œuvre

### Nouvelles
- Les Mathénautes (The Mathenauts - 1964).
- Au pays du sourire avec Franz (Laugh along with Franz - 1965.
- Occupez-vous de la Terre ! (The Earth Merchants - 1965).
- L'Institut (At the institute - 1965).
- The Dreadful Has Already Happened (1971).
- Counter Ecology (1975).

### Essai
- A Unified Genre Theory (1984)